# Giovanni Antolini
Pour les articles homonymes, voir Antolini.
Giovanni Antonio Antolini, né le 11 septembre 1753 à Castel Bolognese et mort le 11 mars 1841 à Bologne, est un architecte et urbaniste italien.

## Biographie
Antolini naquit le 11 septembre 1753 à Castel Bolognese. La traité des Ordres d'architecture et de l'ordonnance en général, commença dans les arts sa réputation . Le royaume d'Italie ayant été organisé, Napoléon voulut là, comme en France marquer son règne par des travaux d'utilité publique et des monuments. Antolini présenta le projet et d'un Forum Bonaparte pour la ville de Milan ; ce projet fut approuvé et dut recevoir son exécution. Il est à regretter changements politiques survenus quelques annees plus tard, aient empêché l'entier achèvement du monument en question. L'architecte avait résolu le probleme d'approprier aux mœurs et aux habitudes modernes ce que les anciens avaient si parfaitement réalisé dans les constructions analogues. Le projet du Forum Bonaparte, qui a été gravé sous la direction de l'auteur, est, au dire des artistes capables de l'apprécier, la conception d'un homme de génie. On doit encore à Antolini un volume in-4° sur les Ruines de Valeia ; cet ouvrage a été l'objet d'un rapport lu à l'Institut de France lors de sa publication. Antolini a été nommé associé étranger de la quatrième classe de l'institut 1820 ; depuis 1810, il était correspondant de la même académie. 